# Sławutówko
Sławutówko (kaszb. Sławùtówkò lub też Môłé Sławùtowò, niem. Klein Schlatau) – osada kaszubska w Polsce położona w województwie pomorskim, w powiecie puckim, w gminie Puck na wschodnim skraju Puszczy Darżlubskiej przy drodze wojewódzkiej nr 216. Wieś jest częścią składową sołectwa Sławutowo.
W latach 1975–1998 miejscowość administracyjnie należała do województwa gdańskiego.

## Zabytki
We wsi znajduje się dawny majątek Belowów składający się z położonego na wzgórzu nad stawem pałacu, młyna i budynków gospodarczych. Eklektyczny pałac zbudowany został w 1912 przez pruskiego szlachcica Gustawa Fryderyka von Below (zm. 1940), który zamieszkał w nim z żoną  Henriettą. W 1945 Henrietta von Below została w bestialski sposób zamordowana przez żołnierzy Armii Czerwonej. Budowla posiada wydłużoną bryłę z wykuszami, wieżyczką, gankami i dwupoziomową loggią.
Obok Pałacu Below znajduje się Rodzinny Park Edukacyjny - Park Ewolucji.